# Norberto Yauhar
Norberto Gustavo Yauhar (General Roca, 7 de diciembre de 1960) es un político argentino que ocupó la titularidad del Ministerio de Agricultura de la Nación desde el 10 de diciembre de 2011 hasta el 20 de noviembre de 2013. Reemplazó a Julián Domínguez, quien presidió la Cámara de Diputados de la Nación Argentina. Anteriormente,  había sido titular de la Subsecretaría de Pesca y Agricultura de la Nación.
En la actualidad ocupa el cargo de secretario Coordinador de Gabinete del intendente Adrián Maderna de Trelew

## Carrera política
Oriundo de General Roca, fue director de Fiscalización entre 1989 y 1990. Luego fue designado al frente de la Dirección General de Rentas de la provincia del Chubut, entre 1990 y 1991. Simultáneamente en 1990 fue designado presidente de la Comisión Arbitral de Impuestos de la Nación, a la vez que fue asesor en temas impositivos y tributarios del Partido Justicialista entre 1990 y 1995.
En el 2003 asumió como ministro de Coordinación de la Provincia de Chubut, cargo al que renunciaría en septiembre de 2008, por diferencias con el gabinete del gobernador Mario Das Neves; fue sucedido por Pablo Korn. En su labor al frente del ministerio tuvo una importante participación en las negociaciones de los contratos de empresas petroleras en su provincia.
Más tarde, gracias a un acercamiento con Julio De Vido lograría ocupar el cargo de Subsecretario de Pesca y Agricultura, en reemplazo de Gerardo Nieto.

### Ministerio de Agricultura
En el 2011 fue candidato a Intendente de Trelew, por el Frente para la Victoria (FpV). El 10 de diciembre de ese mismo año fue nombrado ministro de Agricultura, Ganadería y Pesca de la Nación, al iniciarse la segunda presidencia de Cristina Fernández de Kirchner. Durante su gestión, el Registro Nacional de Empleadores y Trabajadores Agrarios (Renatea) creció un 165 por ciento los empleados rurales registrados, y se pasó de 8496 peones blanqueados durante el período enero-marzo de 2012 a 22.571 en 2013.
Respecto al sector agropecuario, la soja (que se constituyó en  el principal cultivo de Argentina) alcanzó en la temporada 2009-2010 una cosecha récord de 52 millones de toneladas. La producción de maíz pasó de 23,7 millones de toneladas producidas en la temporada 2010-2011 al récord de 25 millones para la temporada 2012-2013. Este crecimiento en el sector agropecuario también se vio replicado en cultivos menores, como el arroz y la cebada, que alcanzaron producciones cercanas a las dos millones de toneladas en el primer caso, y de cinco millones en el segundo. Se observó también una fuerte tecnificación en el sector, la venta de maquinaria agrícola aumentó en 2013 un 97.3 % respecto del mismo período del año anterior.
En las elecciones legislativas de 2013 fue candidato a diputado nacional, perdiendo ante Mario Das Neves. Tras dejar el ministerio de agricultura, fue director de Transener en representación de las acciones del Estado nacional. En cultivos menores, como el arroz y la cebada, alcanzaron producciones cercanas a las 2 millones de toneladas en el primer caso, y de 5 millones en el segundo. El programa Periodismo para Todos intento vincular al ministro con un empresario pesquero. Norberto inicio acciones legales por daños y perjuicios, logró sentencia a su favor en primera instancia, por lo que se condenó a Lanata y Nicolás Wiñaski y al Grupo Clarín- a indemnizarlo con 600.000 pesos. La sala "G" de la Cámara Nacional en lo Civil revocó ese fallo en 2023.
Entre diciembre de 2015 y abril de 2016 fue director de la empresa Hidroeléctrica Futaleufú (propietaria del complejo hidroeléctrico Futaleufú) en representación del gobierno provincial del Chubut. La Central Hidroeléctrica  cerró el primer semenstre año con la producción histórica de 103.098.366 de MWh. Renunció al cargo tras participar de una manifestación en apoyo a Cristina Fernández de Kirchner.